# Stéphanie Groß
Stéphanie „Stéphie“ Mary Groß (* 12. Oktober 1974 in Basel, Schweiz) ist eine ehemalige deutsche Ringerin und Judoka. Sei war dreimalige Vize-Weltmeisterin im Ringen.

## Werdegang

### Laufbahn als Judoka
Stephanie Groß startete ihre sportliche Laufbahn als Judoka im Jahr 1981 beim JC Bad Krozingen-Hausen. Zwischen 1993 und 1996 ging sie für den JC Ettlingen an den Start und wechselte 1997 zum TSV Bayer 04 Leverkusen. Seit 2003 kämpft Stéphanie Groß für die den JC Schwarze Panther Köln. Von 1989 bis 1995 war sie Mitglied der deutschen Judo-Nationalmannschaft. 1990 bekam sie den 1. Dan verliehen. Ihre größten Erfolge als Judoka waren der Gewinn des deutschen Meistertitels 1992 in der Nachwuchskategorie U 19 bis 61 kg, nachdem sie 1989 in der gleichen Altersgruppe in der Gewichtsklasse bis 44 kg deutsche Vizemeisterin geworden war.
Bei den deutschen Meisterschaften der Frauen kam sie 1994 in der Gewichtsklasse bis 61 kg auf den 5. Platz. 1997 und 1998 belegte sie in den Gewichtsklassen bis 66 kg bzw. 63 kg jeweils den 3. Platz und 1999 wurde sie in der Gewichtsklasse bis 63 kg deutsche Vizemeisterin. Zu Einsätzen bei internationalen Meisterschaften der Judoka kam sie indessen nicht.

### Laufbahn als Ringerin
Als sich in Deutschland und weltweit das Ringen auch bei den Frauen etablierte, begann Stephanie Groß, deren Vater Walter Groß selbst aktiver Ringer beim Bundesligisten AV Freiburg-St.Georgen war und die sich deshalb schon immer für diese Sportart interessiert hatte, 1989 ihre Karriere als Ringerin beim AV Freiburg-St.Georgen in Südbaden und ringt seit 1997 für den AC Ückerath in Nordrhein-Westfalen, wo sie auch als Nachwuchstrainerin tätig war. Im Laufe ihrer Karriere als Ringerin arbeitete sich hauptsächlich mit folgenden Trainern zusammen: Walter Groß, Bernd Fleig, Jörg Helmdach, Heinz Schmitz und Jürgen Scheibe.
Ihren ersten Erfolg als Ringerin fuhr sie 1992 ein, als sie internationale deutsche Jugendmeisterin in der Gewichtsklasse bis 56 kg wurde. 1994 wurde sie in Würzburg in der Gewichtsklasse bis 61 kg erstmals deutsche Meisterin bei den Frauen. Diesen Titel gewann sie in verschiedenen Gewichtsklasse auch 1995, 1996, 1997, 1998, 2001, 2002, 2003, 2004, 2005, 2006 und 2008.
Bei den Deutschen Meisterschaften der Frauen in Haslach im Kinzigtal beendete Stéphanie Groß ihre Ringerkarriere am 1. März 2008. In allen Altersgruppen wurde sie zwischen 1992 und 2008 fünfzehn Mal deutsche Meisterin.
Ihre internationale Laufbahn als Ringerin begann im September 1995 mit der Teilnahme bei der Weltmeisterschaft in Moskau, wo sie in der Gewichtsklasse bis 61 kg den 10. Platz belegte. Bei der Europameisterschaft im Juni 1996 in Oslo kam sie in der gleichen Gewichtsklasse schon auf den 6. Platz. Zwei Monate später gewann sie in Sofia in der gleichen Gewichtsklasse mit dem 3. Platz ihre erste internationale Medaille, eine bronzene.
Bei der Europameisterschaft 1997 in Warschau verpasste Stephanie Groß mit einem 4. Platz in der Gewichtsklasse bis 62 kg knapp eine Medaille. Bei der Weltmeisterschaft dieses Jahres in Clermont-Ferrand kämpfte sich in der Gewichtsklasse bis 62 kg bis in den Endkampf vor, in dem sie gegen die einheimische Lise Golliot-Legrand knapp nach Punkten (0:1 techn. Punkte) verlor.
1998 folgte das erfolgreichste Jahr in ihrer Ringerlaufbahn. Sie wurde zuerst in Bratislava in der Gewichtsklasse bis 62 kg Vize-Europameisterin und im Oktober dieses Jahres in Poznań in der Gewichtsklasse bis 68 kg auch wieder Vize-Weltmeisterin. In Bratislava verlor sie im Finale gegen Nikola Hartmann-Dünser aus Österreich und in Poznań gegen Christine Nordhagen aus Kanada.
1999 kam sie bei der Europameisterschaft in Götzis in der Gewichtsklasse bis 62 kg auf den 5. Platz. Im gleichen Jahr erlitt sie einen Kreuzbandriss und musste viele Monate pausieren.
Nach ihrer Genesung setzte sie im Jahre 2000 in Sofia mit dem Gewinn einer weiteren Bronzemedaille in der Gewichtsklasse bis 62 kg ihre Erfolge fort.
In den folgenden Jahren kam sie bei den internationalen Meisterschaften aber nicht mehr in die Medaillenränge. Es waren hauptsächlich Lene Aanes aus Norwegen und Nikola Hartmann-Dünser, gegen die sie bei den internationalen Meisterschaften der Jahre 2001 bis 2003 meist verlor und ihr so Medaillengewinne verbauten. Als im Jahre 2004 das Frauenringen bei den Olympischen Spielen in Athen in drei Gewichtsklassen erstmals auf dem Programm stand, gelang es Stephnie Groß sich beim Turnier in Madrid in der Gewichtsklasse bis 63 kg für diese Spiele zu qualifizieren. Im entscheidenden Kampf besiegte sie dabei die vielfache Weltmeisterin Nikola Hartmann-Dünser, die inzwischen zu ihrer Freundin geworden war und verbaute so dieser den Start in Athen.
Vor den Olympischen Spielen in Athen fanden im April 2004 in Haparanda noch die Europameisterschaften statt, bei der Stephanie Groß in der Gewichtsklasse bis 63 kg eine Silbermedaille gewann. Bei den Olympischen Spielen in Athen verlor Stephanie Groß in ihrem ersten Kampf unglücklich gegen Stawroula Zygouri aus Griechenland. Nach einem Sieg über Sara Eriksson aus Schweden und einer weiteren Niederlage gegen Viola Yanik aus Kanada belegte sie schließlich den 7. Platz.
2005 und 2006 war Stephanie Groß nur bei den Weltmeisterschaften am Start, konnte dort aber keine Spitzenplätze mehr erringen. 2007 überraschte sie aber die Fachwelt gehörig, als sie bei der Weltmeisterschaft in Baku in der Gewichtsklasse bis 59 kg an den Start ging und sich dort mit Siegen über Sona Ahmadi, Aserbaidschan, Brittanee Laverdure, Kanada und Narmandach Dorj, Mongolei und einer Niederlage im Finale gegen Audrey Prieto aus Frankreich wieder eine Silbermedaille erkämpfe.

## Erfolge

### Judo
- 1989 – Deutsche Vizemeisterin U19 (44 kg)
- 1992 – Deutsche Meisterin U19 (56 kg)
- 1994 – 3. Platz Deutsche Hochschulmeisterschaften (61 kg)
- 1994 – 5. Platz Deutsche Meisterschaften (61 kg)
- 1995 – Vizemeisterin bei den deutschen Hochschulmeisterschaften (61 kg)
- 1995 – Deutsche Meisterin Gruppe Süd (61 kg)
- 1997 – 3. Platz Deutsche Meisterschaften Gruppe Süd (66 kg)
- 1997 – 3. Platz Deutsche Meisterschaften (66 kg)
- 1998 – 3. Platz Deutsche Hochschulmeisterschaften (63 kg)
- 1998 – Süddeutsche Meisterin (63 kg)
- 1998 – Deutsche Meisterin Gruppe Süd (63 kg)
- 1998 – 3. Platz Deutsche Meisterschaften (63 kg)
- 1999 – Süddeutsche Meisterin (63 kg)
- 1999 – Deutsche Meisterin Gruppe Süd (63 kg)
- 1999 – Deutsche Vizemeisterin (63 kg)

### Ringen
- 1992 – Internationale Deutsche Jugendmeisterin (56 kg)
- 1994 – Deutsche Meisterin und Vizemeisterin bei den Internationalen Deutschen Meisterschaften (61 kg)
- 1995 – Deutsche Meisterin (61 kg) und Internationale Deutsche Meisterin (61 kg)
- 1996 – Deutsche Meisterin (63 kg) und 3. Platz bei den Weltmeisterschaften in Sofia (61 kg)
- 1997 – Deutsche Meisterin (63 kg) und Vizeweltmeisterin in Clermont-Ferrand (62 kg)
- 1998 – Deutsche Meisterin (63 kg) und Vizeeuropameisterin in Bratislava (62 kg), sowie Vizeweltmeisterin in Posen (68 kg)
- 1999 – Deutsche Meisterin (63 kg)
- 2000 – 3. Platz bei den Weltmeisterschaften in Sofia (62 kg)
- 2001 – Deutsche Meisterin (63 kg)
- 2002 – Deutsche Meisterin (63 kg)
- 2003 – Deutsche Meisterin (63 kg)
- 2004 – Deutsche Meisterin (63 kg) und Vizeeuropameisterin in Haparanda (63 kg), Olympische Sommerspiele in Athen (Platz 7)
- 2005 – Deutsche Meisterin (63 kg)
- 2006 – Deutsche Meisterin (67 kg)
- 2007 – Vizeweltmeisterin in Baku (59 kg)
- 2008 – Deutsche Meisterin (63 kg)